# Julián Biel
Julián Biel Gómez (Zaragoza, 7 de enero de 1869-Barcelona, 5 de agosto de 1948) fue un tenor español.

## Biografía
Sus padres Fidel y María Loreto no estaban casados cuando Biel nació, aunque fuera reconocido por el padre. De orígenes humildes, trabajó de pastelero y de pintor de brocha gorda, hasta que sus conocidos le recomendaron entrar en el orfeón. El director del orfeón le recomendó trasladarse a Madrid para continuar con su educación operística, a donde llegó en 1892. Allí tuvo que volver a dedicarse a pintar para pagar sus estudios, que abandonó durante algún tiempo, yéndose de Madrid. Tras su vuelta, con algo más de experiencia musical, consiguió entrar en el coro del Teatro Real, pero no pudo destacar, por lo que tuvo que trabajar en una compañía que imprimía cilindros  de fonógrafo. Su oportunidad llegó en 1899, debutando en los Jardines del Retiro, con algunas arias de óperas famosas. En septiembre de ese mismo año el crítico musical de El Liberal comentaba:

Posee una voz de tenor bien timbrada y de gran extensión, una voz vibrante y varonil, que desde luego encanta y seduce a cuantos la escuchan [...] Si Biel persevera en el estudio y adquiere las condiciones artísticas que aún no posee, podrá llegar a ser una verdadera celebridad, pues la primera materia de que dispone es, sin duda, de lo mejor que puede darse en el género.

Protegido por la marquesa de Villamejor, consiguió que le pagaran los estudios en Roma con Antonio Cotogni, a condición de que cantase una salve en la iglesia de Nuestra Señora de la Antigua, en Guadalajara.
Volvió a España en 1900, de la mano del maestro José María Alvira pasa al Teatro Real, cantando Aída el primero de enero. En 1901 volvió a Zaragoza, cantando en el Teatro Principal en mayo, junto con Fidela Gardeta y el barítono Marino Aineto. En 1902 ya cantaba en Buenos Aires, en el Teatro de la Ópera, donde actuó en Aída. En 1903 debutó en el Liceo con La africana. Tras convertirse entre 1903 a 1907 en el tenor que más cobraba del Teatro Real, su éxito se extendió por Europa. En Italia debutó en Bolonia con El trovador, que llegó a repetir ocho veces consecutivas en La Scala de Milán, bajo Toscanini, que lo consideraba el único capaz de interpretarla debidamente. De 1905 a 1906 rivalizó en el Covent Garden con Caruso. También actuó en Francia, Bélgica, Alemania, Portugal y Rusia.
Se retiró temporalmente en 1917 por problemas psicológicos, viviendo olvidado del público y dando clases de música para ir tirando en el día a día. Murió tres décadas después de su retirada en Barcelona, en 1948.